# Сен-Жорж-де-Грозейе
Сен-Жорж-де-Грозейе (фр. Saint-Georges-des-Groseillers) — коммуна на северо-западе Франции, находится в регионе Нормандия, департамент Орн, округ Аржанатан, кантон Флер-2. Пригород Флера, расположен в 3 км к северу от центра города, в 43 км от автомагистрали А88, на правом берегу реки Ла-Вер.
Население (2018) — 3 160 человек. 

## Достопримечательности
- Церковь Святого Георгия XIX века

## Экономика
Структура занятости населения:
- сельское хозяйство — 2,4 %
- промышленность — 30,7 %
- строительство — 12,2 %
- торговля, транспорт и сфера услуг — 40,5 %
- государственные и муниципальные службы — 14,2 %

Уровень безработицы (2018) — 17,4 % (Франция в целом —  13,4 %, департамент Орн — 10,4 %). 

Среднегодовой доход на 1 человека, евро (2018) — 18 910 (Франция в целом — 21 730, департамент Орн — 20 140).

## Демография
Динамика численности населения, чел.

## Администрация
Пост мэра Сен-Жорж-де-Грозейе с 2020 года занимает Стефан Терье (Stéphane Terrier), член Совета департамента Орн от кантона Флер-2. На муниципальных выборах 2020 года возглавляемый им список был единственным.
| Период | Период | Фамилия      | Партия        | Примечания                                |
| ------ | ------ | ------------ | ------------- | ----------------------------------------- |
| 1971   | 1989   | Морис Лекок  |               |                                           |
| 1989   | 1995   | Жак Жус      |               |                                           |
| 1995   | 2008   | Анна Жербе   |               |                                           |
| 2008   | 2020   | Ги Ланж      | Разные правые | промышленник                              |
| 2020   |        | Стефан Терье | Разные правые | пекарь-кондитер, член Совета департамента |